# غاتاكا
غاتاكا (بالإنجليزية: Gattaca)‏ هو فيلم ديستوبيا خيال علمي من تأليف وإخراج أندرو نيكول وبطولة إيثان هوك، أوما ثورمان، جود لو، لورين دين، إيرنست بورغنين، غور فيدال وألان آركين.عرض الفيلم في 24 أكتوبر 1997.

## روابط خارجية
غاتاكا على موقع IMDb (الإنجليزية)
- غاتاكا على موقع ميتاكريتيك (الإنجليزية)
- غاتاكا على موقع الموسوعة البريطانية (الإنجليزية)
- غاتاكا على موقع روتن توميتوز (الإنجليزية)
- غاتاكا على موقع نتفليكس (الإنجليزية)
- غاتاكا على موقع قاعدة بيانات الأفلام العربية
- غاتاكا على موقع ألو سيني (الفرنسية)
- غاتاكا على موقع Turner Classic Movies (الإنجليزية)
- غاتاكا على موقع أول موفي (الإنجليزية)
- غاتاكا على موقع بوكس أوفيس موجو (الإنجليزية)